# Sport Club Molassana Boero 1918
La società Sport Club Molassana Boero 1918 A.S.D. è una società calcistica di Molassana, quartiere di Genova; nella stagione 2024-2025 partecipa al campionato di Eccellenza.
Il club è nato il 23 aprile 1918. I colori sociali sono il rosso e l'azzurro.

## Storia

### Dalle origini agli anni 1940
Alcuni anni dopo l'inizio della prima guerra mondiale, i pochi genovesi che erano rimasti a Genova si riuniscono per creare gruppi sportivi: uno di questi gruppi è il Molassana, primo nome del club.
Il Molassana nella stagione 1923-1924 vinse il campionato ligure di Terza Divisione a scapito dell'Entella Chiavari. All'andata a Chiavari i "genovesi" vinsero 3-0, replicando il successo anche al ritorno vincendo 3-1. Vennero promossi in Seconda Divisione 1924-1925, corrispondente alla seconda serie del campionato italiano nella lega calcistica dell’epoca, la Lega Nord. La permanenza tra i cadetti durò però solo una stagione: i molassani, arrivati ultimi nel proprio girone, ritornarono nelle serie minori gestite dai comitati regionali. Negli anni '30-'40 i Molassana si stabilisce nei dilettanti liguri, il campo di casa resta sempre quello di Via Geirato.

### Dagli anni 1950 agli anni 1970
Fino agli anni '50 il club rimane un gruppo di giovani calciatori per le squadre professioniste del panorama calcistico genovese, ma è grazie alla affiliazione della società con l'azienda genovese Boero Colori che il club riesce a dare una svolta alla sua storia. Il nuovo nome della società diventa Molassana Boero.
L'allora presidente Giorgio Benassi, siglò un accordo con Bartolomeo Gigi Boero, presidente della Boero Colori; a parer suo questo avrebbe portato la società a ottenere un maggior risalto a livello ligure e avrebbe portato più giovani a interessarsi al Molassana poiché avrebbero potuto continuare la loro carriera calcistica anche una volta diventati adulti.
Il Molassana Boero, nuovo nome della società, si affaccia così all'interno del panorama calcistico nel campionato di promozione del 1954.
Dopo l'alluvione del 1953, il campo di via Geirato venne costruito sulla sponda sinistra del fiume con l'aiuto della Boero Colori. In due anni il Molassana Boero ottenne due promozioni affacciandosi alla Serie D. Dopo due anni trascorsi in Serie D il Molassana Boero retrocede, militando in Eccellenza e Promozione per tutti gli anni '60 e '70.

### Gli anni 1980 e 1990
Negli anni 1980 una nuova alluvione spazzò via il campo da gioco; il Molassana Boero così si dovette trasferire in collina: venne costruito un impianto sportivo sulla collina di Ca' De Rissi che nel 2003 venne ricoperto con l'erba sintetica. L'impianto comprende un campo a 11 con tribuna da 800 posti, un campo a 9/7 ed un campo a 5 giocatori, dove si allenano tutte le squadre del settore giovanile. L'impianto è stato dedicato a Federico Mario Boero.
A fine anni '80 il Molassana Boero retrocesse in Prima Categoria restandoci per poche stagioni, con l'avvento dei presidenti Umberto Cerosillo ed Alessandro Picasso; guidati da Gianluigi Rossetti, poi Direttore Generale, tornarono in Promozione.
Il ciclo di Rossetti terminò nel 1994, dopo che in questi anni si sfiorò più volte la promozione in Eccellenza; il testimone passò a Gian Carlo Testa, quindi a Luciano Bonomi. A metà anni '90 Cerosillo e Picasso lasciarono la società, sostituiti da Mino Cardinale, William Benevelli per due volte e Pino Lupis.
Nel 1999, con l'avvento di Pino Lupis come co-presidente, la squadra guidata da Sacchini vinse il Campionato di Promozione.
Il primo campionato di eccellenza vide in panchina il confermato Sacchini che venne successivamente esonerato e sostituito Bobo Di Marco che centrò la salvezza. In quella stagione la Juniores Regionale del Molassana guidata da Giovanni Franini sfiorò la finale Nazionale di categoria dopo essersi laureata Campione Regionale.

### Gli anni 2000
La stagione 2001-2002 vede il Molassana retrocedere in Promozione; in contemporanea Benevelli e Lupis lasciano la presidenza, sostituiti da Belli. Successivamente retrocederà in Prima categoria.
Nel 2004 ritorna alla presidenza William Benevelli, affiancato da Gianni Boero; il Molassana viene ripescata in Promozione.
La stagione 2005-2006 vede il ritorno in Promozione, arrivando in sesta posizione.
La stagione seguente, la squadra partita per giocarsi la promozione in Eccellenza si ritrova nella lotta per non retrocedere, e solo verso il finale di stagione la squadra recupera posizioni raggiungendo la 3ª posizione accedendo ai play off. Agli spareggi di categoria saranno sconfitti contro la Bolzanetese 2-0.
La stagione seguente la guida della squadra passa a Gianni Baldi. Nella prima stagione il Molassana sfiora i playoff, persi per un punto. In quella successiva il Molassana ottiene una permanenza di categoria, obiettivo ottenuto anche in quella seguente. Il presidente Benevelli abbandona la società sostituito da Giovanni Franini e Stefano Cevasco nelle vesti di vicepresidente.

### Gli anni 2010
La stagione 2010-2011 e termina con il Molassana in penultima posizione che però riuscirà a salvarsi grazie ai play-out: il derby fratricida contro il Baiardo. L'andata, giocata in casa, si conclude con un 3-0 a favore grazie alle reti di Serpe, Nicolò Rossetti e Puggioni rendendo il ritorno una formalità, anche se terminato 2-0 per il Baiardo.
La stagione 2011/12 vede la permanenza di categoria.
Nella stagione 2012/13 sotto la guida del mister Gianni Baldi vengono aggregati elementi giovani. Il Molassana raggiunge la seconda posizione andando a giocare i play-off per salire in Eccellenza. La semifinale vede la squadra di Baldi affrontare la Loanesi: la gara di andata a Loano termina in parità (2-2), mentre al ritorno in il Molassana vince 4-2 ai tempi supplementari. In finale affronta aspetta il Cogoleto, subendo una doppia sconfitta: 5-2 all'andata e 3-0 al ritorno. Il giocatore Rotunno chiude la stagione con 26 gol segnati.
In estate il Molassana perde Rotunno, che si trasferisce alla Serra Riccò. Al termine del campionato al primo posto della classifica si trova il Molassana, con un vantaggio di 8 punti sulle inseguitrici (Busalla, Baiardo, Serra Riccò). Il 27 aprile 2014, con una giornata di anticipo, il Molassana può festeggiare il ritorno in Eccellenza dopo il 2-0 contro il Colli di Luni.
Nella stagione 2018-2019 ha partecipato al campionato di Eccellenza Liguria.

## Palmarès

### Competizioni regionali
- Promozione: 3

1998-1999, 2013-2014 (girone B), 2016-2017 (girone B)
- Campionato italiano di terza divisione: 2

1923-1924, 1925-1926 (girone B)

### Altri piazzamenti
- Promozione:

Secondo posto: 2012-2013
- Coppa Italia Dilettanti Liguria:

Semifinalista: 2018-2019

## Società
Trofeo Caravella
Nel 1987 al campo Ca de Rissi entra in scena quello che diventerà il secondo torneo giovanile più importante in Italia di squadre professioniste e dilettanti, il Trofeo Caravella.
Nel corso degli anni le squadre professioniste sono aumentate, e spesso anche squadre straniere hanno presentato la richiesta di partecipazione al torneo; la politica attuata dalla società, però, ha sempre cercato di mantenere una certa quantità di presenza di settori giovanili dilettantistici genovesi proprio perché lo scopo principale del torneo è quello di offrire la possibilità ai giovani giocatori che militano in Liguria la possibilità di osservare ed imparare dai giocatori che militano in squadre professioniste, e magari mettersi in mostra con le stesse squadre.
Durante le varie edizioni hanno partecipato al torneo giocatori che sono poi diventati famosi e professionisti, tra i più importanti citiamo: Buffon, Montolivo, Pellissier, Rosina, Cozza, Foggia, Vignaroli.

## Tifoseria

### Storia
La Molassana Boero può contare su oltre un centinaio di tifosi che accompagna la squadra durante le partite. Spesso la società stessa organizza delle manifestazioni alla domenica per avvicinare anche i più piccoli all'atmosfera della partita della Prima Squadra.

### Gemellaggi e rivalità
La rivalità principale è quella con l'Angelo Baiardo, altra squadra della Val Bisagno. L'antagonismo con la Virtus Entella invece, trae origine dal doppio spareggio per l'ammissione alla Seconda Divisione disputato nel 1923-24, quando alla fine del match di andata gli avversari chiavaresi vennero colpiti da lanci di oggetti dei tifosi rosso-azzurri.